# 米尔恰·杰瓦讷
达恩·米尔恰·杰瓦讷（羅馬尼亞語：Dan Mircea Geoană，發音：[ˈmirt͡ʃe̯a ˈd͡ʒe̯o̯anə]，1958年7月14日—），罗马尼亚政治人物，他曾任罗马尼亚驻美国大使、罗马尼亚外交部长等职，2008年12月20日担任罗马尼亚议会参议院议长，2011年11月23日被罗马尼亚参议院投票解除了议长职务。
2005年4月21日起任罗马尼亚最大的政党之一罗马尼亚社会民主党（PSD）主席。他以社会民主党总统候选人参加了2009年11月的总统选举，但是在第二轮投票中以50.3%对49.6%败给现任总统特拉扬·伯塞斯库。2010年底，杰瓦讷因对社民党领导机构发表敌对言论而被处以留党察看6个月处分。2011年11月22日，罗马尼亚社民党领导机构通过了关于开除杰瓦讷党籍的决定，次日又被罗马尼亚参议院投票解除了议长职务。2012年秋杰瓦讷与社民党和解后重新加入社民党。
2019年7月17日，他被任命為北大西洋公約組織副秘書長。

## 生平

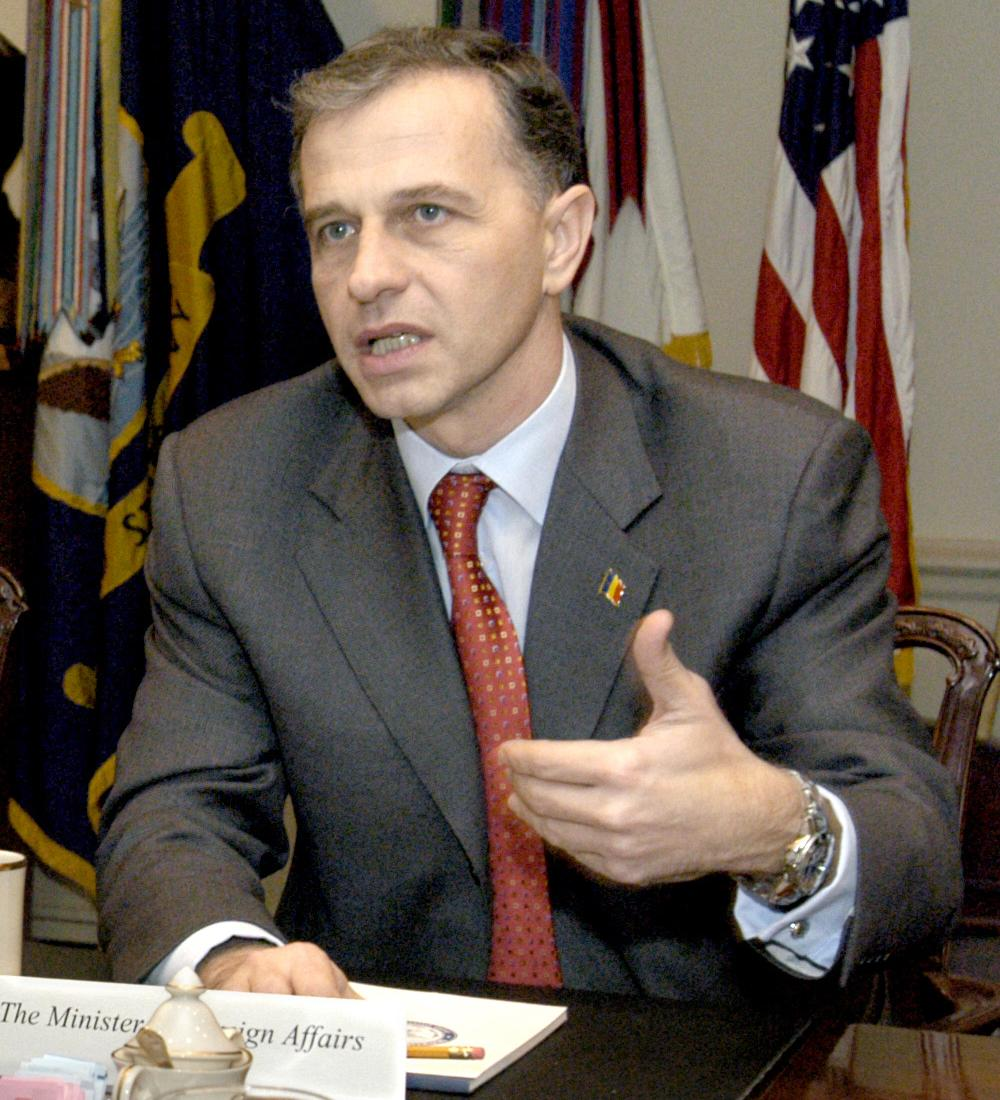
米尔恰·杰瓦讷（在2004年）

米尔恰·杰瓦讷是一名职业外交家，1996年至2000年12月28日任罗马尼亚驻美国大使，当时，他是罗马尼亚外交使团中最年轻的大使。2000年12月28日至2004年12月28日任阿德里安·讷斯塔塞社民党政府的外交部长。
2001年杰瓦讷担任罗外交部长同时兼任欧洲安全与合作组织主席。2004年在罗马尼亚地方选举中，他竞选布加勒斯特市长，但是输给了民主党的特拉扬·伯塞斯库。
作为一个年轻的改革家，杰瓦讷在2005年4月25日在布加勒斯特举行的社会民主党党代会上击败扬·伊利埃斯库当选主席，他的胜利被媒体认为是最后一分钟的幕后交易。伊利埃斯库也用严厉的语言来指责，称杰瓦讷在2005年PSD参议员会议期间的行动“像一个愚蠢的人”（"like a foolish person"）。由于伊利埃斯库说的这句话，杰瓦讷被他的政治对手多次在他后来的政治生涯中，在竞选时当作负面的宣传形象。例如，在2009年与特拉扬·伯塞斯库的总统大选中，后者在自己的宣传横幅上泼满黑漆字：“横幅被愚蠢的人毁了。不要让愚蠢的人毁了你的生活。”（"Banner ruined by the foolish person. Don't let the foolish person ruin your life."）
2006年12月10日杰瓦讷击败索林·奥普雷斯库（Sorin Oprescu）再次当选社会民主党主席。
2009年11月22日，罗马尼亚举行总统选举首轮投票，竞选连任的现任总统伯塞斯库获得32.44%的选票，杰瓦讷的得票率为31.15%，按照选举法规定，两人将在第二轮投票中决一胜负。12月6日，罗马尼亚举行总统选举第二轮投票。12月9日，罗马尼亚中央选举办公室公布总统选举第二轮投票最终结果，现任总统伯塞斯库以50.3%的得票率战胜社会民主党候选人杰瓦讷，赢得连任，杰瓦讷得票率为49.6%。杰瓦讷向宪法法院申诉选举舞弊，要求取消选举结果，12月14日宪法法院驳回申诉，确认投票结果合法，杰瓦讷无奈接受裁决。
2011年11月22日，社会民主党认为杰瓦讷长期以来不履行党员义务，多次违反党纪，公开发表反党言论，并试图分裂社民党，55名社民党执行委员会成员以50票对5票的结果通过了开除杰瓦讷党籍的决定。次日罗马尼亚参议院以112票赞成、2票反对和5票弃权的结果也通过了关于解除杰瓦讷参议长及参议院常务委员职务的决定。杰瓦讷成为一个独立的参议员。
2012年秋杰瓦讷与社民党和解后重新加入社民党。
他娶了米哈埃拉（Mihaela Geoană），有一个十几岁的女儿和儿子——安娜·玛丽亚（Ana Maria）和亚历山德鲁·扬（Alexandru Ion）。